# Ivan Balliol
Ivan Balliol (eng. John Balliol) (?, oko 1250. – Château Galliard, Normandija, travanj 1313.), škotski kralj od 1292. do 1296. godine.
Poslije nenadane smrti Margarete Norveške († 1290.), maloljetne unuke škotskog kralja Aleksandra III. († 1286.), koja je bila izabrana za škotsku kraljicu, nastalo je razdoblje međuvlašća, tijekom kojeg se više pretendenata borilo za škotsku krunu. Predstavnici škotskog plemstva kojima je predsjedao engleski kralj Eduard I. Dugonogi (1272. – 1307.), koji se nametnuo kao senior Škotske, izabrali su za novog kralja Škotske, između trinaest kandidata, Ivana Balliola, čija je majka bila kći princeze Margarete, najstarije kćeri Davida, grofa od Huntingdon, koji je bio brat škotskih kraljeva Malcolma IV. i Vilima I. Lava.
Ivan Balliol bio je okrunjen 30. studenog 1292. godine u Sconeu za novog škotskog kralja, nakon čega se 26. prosinca iste godine poklonio engleskom kralju Eduardu I. u Newcastleu. Unatoč prisezi vjernosti engleskom kralju, Ivan Balliol je odbio 1294. godine poslati škotsku vojsku da pomogne engleskoj u planiranom napadu na francusku Gascogneu. Umjesto toga, kralj Ivan je sklopio dogovor s Francuzima protiv Engleske. Stoga, kada je početkom 1296. godine, Eduard I. poslao svoju vojsku na Gascogneu, Ivan je poharao sjeverne dijelove Engleske. Eduardova reakcija bila je brza i učinkovita. Osvojio je redom sve važnije dvorce u Škotskoj te je 27. travnja 1296. godine, porazio škotsku vojsku u bitci kod Dunbara. Naposljetku je, u srpnju iste godine, zarobio kralja Ivana i prisilio ga da se odrekne naslova kralja Škotske. Nakon toga, oduzeo mu je grb i viteški naslov te ga je zatvorio u Londonski Tower.
Nakon abdikacije Ivana Balliola, engleski kralj Eduard I. nije izabrao novog škotskog kralja, već je idućih deset godina izravno vladao Škotskom. Kako bi prevlast osnažio i na simbolički način, dao je prenijeti Kamen sudbine, na kojem su se krunili škotski kraljevi, u Westminstersku opatiju, gdje je ostao do 1996. godine.
Ivan je tek 1299. godine, uz posredništvo pape Bonifacija VIII. (1294. – 1303.), pušten na slobodu, nakon čega je otputovao u Normandiju, gdje je ostao živjeti do smrti na obiteljskom posjedu. Svoje pretenzije na škotsku krunu, prenio je na svoga sina i nasljednika Eduarda.